# Réseau Vélo Île-de-France
Le réseau Vélo Île-de-France, aussi nommé réseau VIF (anciennement RER-V) est un aménagement du réseau francilien de pistes cyclables initié en 2019 par le Collectif vélo Île-de-France regroupant plusieurs associations de cyclistes urbains de la région parisienne notamment Mieux se déplacer à bicyclette adopté en mai 2020 par la région Île-de-France, comme réseau express vélo de son territoire.

## Description
Conçu par le réseau d'associations vélo franciliennes Collectif vélo Île-de-France, ce réseau cyclable est initialement nommé en référence au réseau express régional d'Île-de-France (RER) car la plupart des tracés des neuf lignes proposées sont parallèles à des branches des lignes ferroviaires.
Il repose sur des principes fondamentaux alliant sécurité, confort, continuité, efficacité, lisibilité et capacité. La mise en place combine l'aménagement de parcours sécurisés et une signalétique visible.
Ce projet a reçu un accueil favorable de l’État et des collectivités locales parmi lesquelles la région Île-de-France, qui s'est engagée à le cofinancer à hauteur de 60 % pour un budget de 300 millions d'euros sur 680 km et, à la faveur de la pandémie de Covid-19, a favorisé sa réalisation anticipée avec des aménagements provisoires. La réalisation du projet est lancée en novembre 2020. Fin 2022, 70 % des tracés de la phase 1 sont validés, avec l'objectif d'en mettre en service 46 % d'ici 2024 pour les Jeux olympiques de Paris. En mai 2024, 210 km sont réalisés, autant restent à faire, dont 30 km soulèvent des difficultés assez fortes, suffisantes pour entraîner des coupures de parcours et donc décourager de potentiels cyclistes,. 
Ce réseau est complémentaire du projet Vélopolitain de la ville de Paris, dont les tracés s'inspirent du métro de Paris, ainsi que du Plan Vélo Métropolitain (occasionnellement nommé Vélopolitain du Grand Paris) porté par la Métropole du Grand Paris, centré sur une desserte plus fine de la petite couronne.

## Lignes du réseau

### Plan initial de 2020

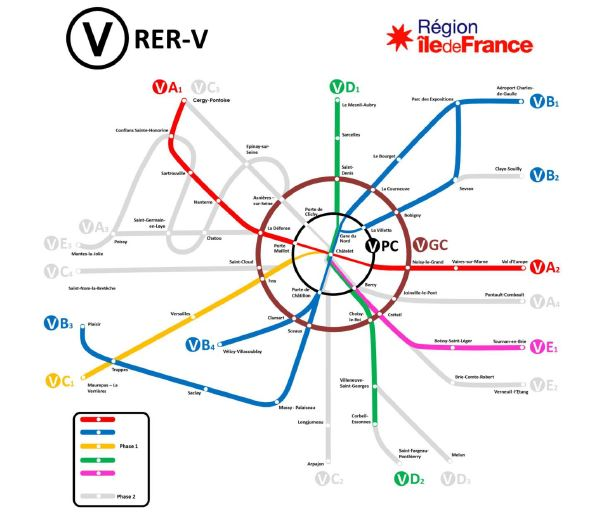
Carte du réseau RER-V figurant en annexe 1 de la délibération de la Région IDF du 27 mai 2020

Un plan des neuf lignes du réseau a été adopté par la région Île-de-France le 27 mai 2020 (délibération CP2020-272). Les neuf itinéraires parcourent 680 km et s'appuient à 45 % sur des itinéraires existants.
- Ligne A : cette ligne suit le tracé du RER A ; elle traverse Paris d'ouest en est via la Porte Maillot et Châtelet. Elle dispose de quatre branches : 
  - A1 : Cergy-Pontoise via Nanterre, Sartrouville, Conflans-Sainte-Honorine ;
  - A2 : Val d'Europe via Vaires-sur-Marne et Noisy-le-Grand ;
  - A3 : Poissy, Saint-Germain-en-Laye et Chatou ;
  - A4 : Pontault-Combault via Joinville-le-Pont et Créteil.

- Ligne B : cette ligne suit le  tracé du RER B ; elle traverse Paris du nord-est au sud-ouest, de Porte de la Villette à la porte de Châtillon. Elle dispose de quatre branches : 
  - B1 : Aéroport de Paris-Charles-de-Gaulle, via le Parc des Expositions, Le Bourget et La Courneuve ;
  - B2 : Claye-Souilly via Sevran et Bobigny ;
  - B3 : Plaisir via Trappes, Saclay, Massy-Palaiseau, Sceaux ;
  - B4 : Vélizy-Villacoublay via Clamart.

- Ligne C : elle relie le centre de Paris à Maurepas-La Verrière, via Trappes, Versailles, Issy-les-Moulineaux.

- Ligne D : cette ligne traverse Paris du nord au sud-est. Elle dispose de trois branches : 
  - D1 : Le Mesnil-Aubry, Sarcelles, Saint-Denis ;
  - D2 : Saint-Fargeau-Ponthierry via Corbeil-Essonnes, Villeneuve-Saint-Georges et Choisy-le-Roi ;
  - D3 : relie Melun à Villeneuve-Saint-Georges où elle suit le tracé D2.

- Ligne E : cette ligne traverse Paris du nord-est au nord-ouest et comporte trois branches :
  - E1 : Tournan-en-Brie via Boissy-Saint-Léger, Créteil et Bercy ;
  - E2 : Verneuil-l'Étang via Brie-Comte-Robert puis le tracé E1 ;
  - E3 : cette branche longe la Seine et relie Mantes-la-Jolie, Poissy, Conflans-Sainte-Honorine, Sartrouville, Saint-Germain-en-Laye, Chatou, Nanterre, Épinay-sur-Seine, Asnières-sur-Seine.

- Ligne PC : circulaire, elle longe la petite ceinture parisienne, Porte Maillot, Porte de Clichy, Porte de la Villette, Porte de Bercy, Porte de Châtillon, Porte Maillot.

- Ligne GC : circulaire, elle relie La Défense, Asnières-sur-Seine, Saint-Denis, La Courneuve, Bobigny, Noisy-le-Grand, Joinville-le-Pont, Créteil, Choisy-le-Roi, Sceaux, Clamart, Issy-les-Moulineaux, Saint-Cloud, La Défense.

Les délais de réalisation ont été fixés à 2025 pour deux premiers tiers jugés les plus stratégiques et à 2030 pour le tiers restant.

### Intégration dans la charte des modes d'Île-de-France Mobilités en 2022
Le vélo étant un mode de transport à part entière, la Région a décidé d’intégrer le VIF dans la charte des modes Île-de-France Mobilités. Cela a entrainé en 2022 le renommage des lignes. Les tracés restent inchangés, seule la représentation cartographique est actualisée. L'avancement de la réalisation des différents tronçons est suivi par le collectif Vélo Île-de-France sur un site dédié.

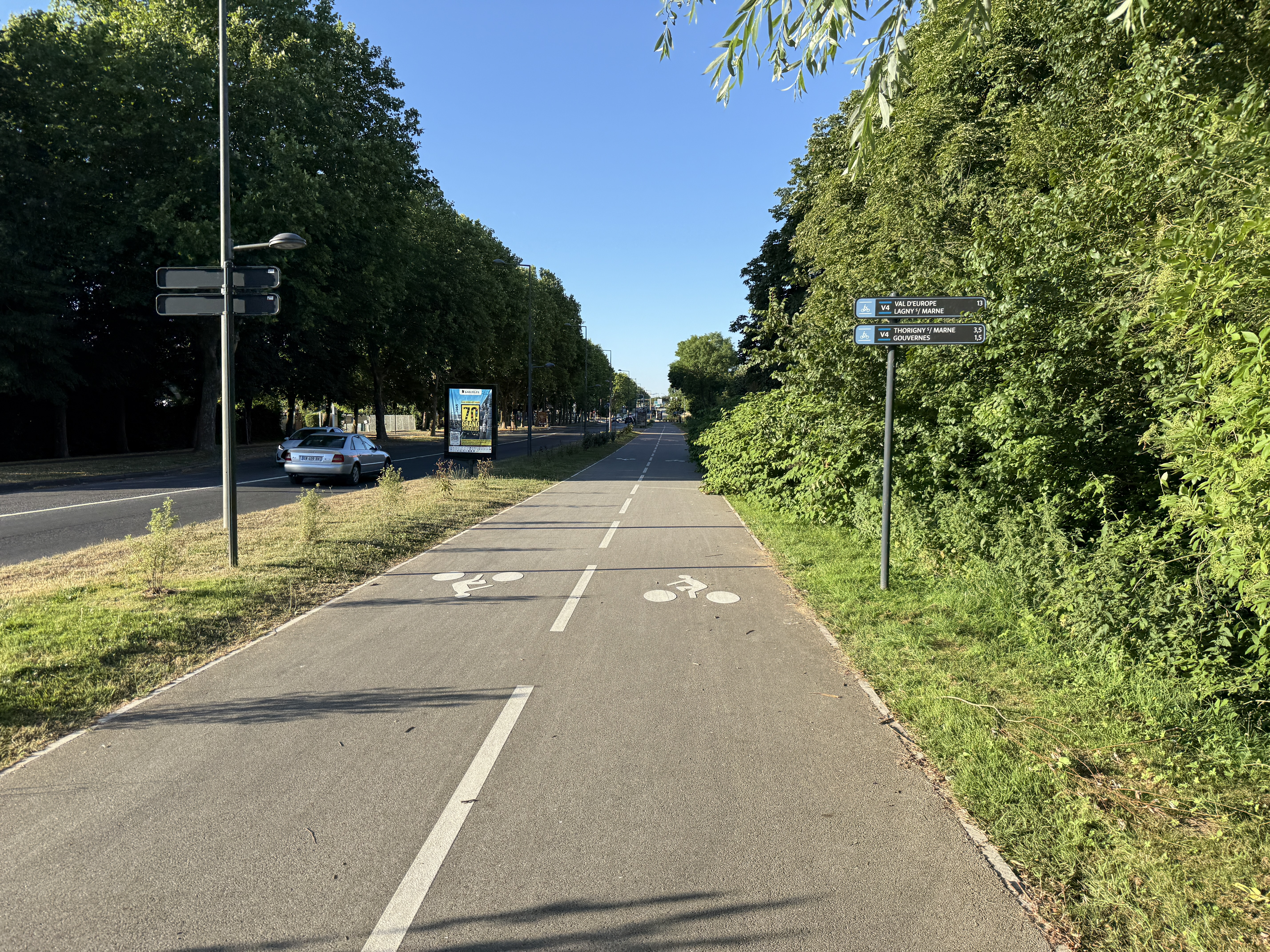
La ligne V4 à Saint-Thibault-des-Vignes.

Ainsi, la nouvelle numérotation est la suivante : 
- Ligne V1 : Le Mesnil-Aubry / Arpajon ;
- Ligne V2 : Vélizy-Villacoublay / Aéroport Charles-de-Gaulle ;
- Ligne V3 : Maurepas-La Verrière / Parc des expositions de Paris-Nord Villepinte/Claye-Souilly ;
- Ligne V4 : Cergy-Pontoise / Marne-la-Vallée Chessy ;
- Ligne V5 : Poissy / Pontault-Combault ;
- Ligne V6 : Cergy-Pontoise / Tournan-en-Brie/Verneuil-l'Étang ;
- Ligne V7 : Mantes-la-Jolie / Saint-Fargeau-Ponthierry/Melun ;
- Ligne V8 : Plaisir / Paris ;
- Ligne V9 : Saint-Nom-la-Bretèche / Paris ;
- Ligne V10 : Petite ceinture ;
- Ligne V20 : Grande ceinture.